# Lista de episódios de Zé Gato
Esta é uma lista de episódios da série de drama policial portuguesa Zé Gato. 

## Visão Geral
| Temp. | Temp. | Episódios | Ano de Transmissão | Dia da Semana                                                 | Elenco Principal                                             |
| ----- | ----- | --------- | ------------------ | ------------------------------------------------------------- | ------------------------------------------------------------ |
|       | 1     | 13        | 1979 - 1980        | Quinta-feira (episódios 1 a 6) Terça-feira (episódios 7 a 13) | Orlando Costa, Luís Lello, Canto e Castro e António Assunção |

## Guia de Episódios[1]

### 1ª Temporada: 1979-1980
| №  | #  | Episódio                 | Diretor        | Escrito por                                      | Exibido em             |
| -- | -- | ------------------------ | -------------- | ------------------------------------------------ | ---------------------- |
| 1  | 1  | "Os ballets de Beirute"  | Rogério Ceitil | Dinis Machado, João Miguel Paulino               | 6 de dezembro de 1979  |
| 2  | 2  | "Lembras-te, José"       | Rogério Ceitil | Dinis Machado, João Miguel Paulino               | 13 de dezembro de 1979 |
| 3  | 3  | "A banhada"              | Rogério Ceitil | João Miguel Paulino                              | 20 de dezembro de 1979 |
| 4  | 4  | "Olho por olho"          | Rogério Ceitil | João Miguel Paulino                              | 27 de dezembro de 1979 |
| 5  | 5  | "O campeão"              | Rogério Ceitil | João Miguel Paulino                              | 10 de janeiro de 1980  |
| 6  | 6  | "A vermelhinha"          | Rogério Ceitil | João Miguel Paulino                              | 17 de janeiro de 1980  |
| 7  | 7  | "Moeda falsa"            | Rogério Ceitil | Pedro Franco, João Miguel Paulino                | 17 de junho de 1980    |
| 8  | 8  | "Uma pessoa importante…" | Rogério Ceitil | João Miguel Paulino                              | 24 de junho de 1980    |
| 9  | 9  | "O batismo do fogo"      | Rogério Ceitil | João Miguel Paulino                              | 8 de julho de 1980     |
| 10 | 10 | "O inquérito"            | Rogério Ceitil | Dinis Machado, João Miguel Paulino               | 15 de julho de 1980    |
| 11 | 11 | "Liberdade condicional"  | Rogério Ceitil | João Miguel Paulino                              | 22 de julho de 1980    |
| 12 | 12 | "A ilha"                 | Rogério Ceitil | Pedro Franco, Dinis Machado, João Miguel Paulino | 12 de agosto de 1980   |
| 13 | 13 | "O agente americano"     | Rogério Ceitil | João Miguel Paulino                              | 19 de agosto de 1980   |